# Phi Pegasi
Phi Pegasi (81 Pegasi) é uma estrela na direção da constelação de Pegasus. Possui uma ascensão reta de 23h 52m 29.29s e uma declinação de +19° 07′ 13.3″. Sua magnitude aparente é igual a 5.07. Considerando sua distância de 437 anos-luz em relação à Terra, sua magnitude absoluta é igual a −0.58. Pertence à classe espectral M2III.